# José Ortigoza
José María Ortigoza Ortiz (Asunción, 1 de abril de 1987) es un futbolista paraguayo. Juega de delantero y su equipo es Club Sol de América de la Primera División de Paraguay. Ha sido internacional con la selección de fútbol de su país.

## Trayectoria

### Sol de América y debut en Primera División
José María Ortigoza Ortiz, quien se formó en las divisiones inferiores del Club Sol de América, es un atacante que cae bien por las dos puntas, con buena movilidad y buen promedio de goles. En 2006 debuta en el equipo principal durante el torneo de la División Intermedia, en el que marcó un total de tres anotaciones, haciendo dupla de ataque con el goleador del certamen, Pablo Zeballos. El mismo fue conquistado por su equipo, logrando así el ascenso a la Primera División.
Al año siguiente se estrena en la máxima categoría del balompié paraguayo con una derrota ante Libertad por 2-0, el 16 de febrero, en la 1.ª fecha del Torneo Apertura. Pese al traspié sufrido, un medio escrito local calificó como buena su actuación individual, por la cual su primer gol no se hizo esperar al conseguirlo en la tercera jornada disputada el 3 de marzo, frente al Sportivo 2 de Mayo. En ese campeonato convirtió 6 tantos, mientras que en el Clausura sumó 5 para totalizar 11 en aquella temporada.
El 2008 fue el año en que se consolida al finalizar en el segundo lugar de los goleadores con 19 dianas (12 en el Apertura y 7 en el Clausura), a solo uno de su compañero en el conjunto solense, Edgar Benítez.

### Palmeiras
Producto de este rendimiento, en 2009 le llega la oportunidad de fichar por un equipo de otro país. En principio, fue el Cruz Azul de México el que mostró interés formal por hacerse con sus servicios. Sin embargo, a través de una negociación tan rápida como sorpresiva, el 30 de enero, José fue transferido al Palmeiras de Brasil.
Debutó en el conjunto verdão el 28 de febrero, ingresando en el minuto 58 del cotejo que su equipo le ganó por 1-0 al Guarani de Campinas, por el torneo paulista. Pero lo mejor aún estaba por venir cuando semanas después, el 24 de marzo, lograba marcar sus primeros dos tantos con los que el Palmeiras derrotó al Bragantino, resultado que además lo clasificó a las semifinales del campeonato estadual. José ya venía destacándose en anteriores presentaciones, pero la performance de aquella noche había sido tan buena que hasta fue catalogado como el héroe de la jornada. De hecho, el diario Sport de España, a través de su portal en internet, aseguró en aquel momento que el director deportivo del Barcelona, Aítor "Txiki" Begiristain, quien en principio había ido a presenciar el encuentro con la intención de observar al delantero centro del Palmeiras, Keirrison, finalmente quedó más impresionado con la actuación del paraguayo.
Ese buen andar en busca de su consolidación en el equipo seguiría con buen ritmo gracias al gol que convierte frente al Sport Recife durante el partido de ida, jugado el 5 de mayo en el Palestra Itália, correspondiente a la fase de octavos de final de la Copa Libertadores 2009. Había ingresado a los 65 minutos de juego y, en menos de 9, provocó la falta que derivó en su propia anotación con golpe de cabeza y la expulsión de su infractor. Aquel tanto, el cual significó la victoria del Palmeiras por 1-0, fue considerado por el mismo autor como el más valioso que realizó desde su llegada al club Albiverde.
En julio, el Palmeiras logró extender por tres meses más el vínculo con Ortigoza, pese a que su anterior club y dueño del 60% de su pase, Sol de América, tenía la intención de venderlo en forma definitiva. Un mes después, el club volvió a prolongar el contrato del jugador, esta vez hasta diciembre, como premio a su esfuerzo (reconocido por la torcida albiverde), como también por los goles importantes que contribuyeron para mantener el liderazgo del campeonato. Precisamente, un par de días después, colaboró con otra conquista para el triunfo de 2-1 sobre el Internacional, conservando así el primer lugar del certamen. Sin embargo, cuando todo parecía encaminarse a la obtención del título debido a su apreciable ventaja en la tabla, sobre el tramo final el equipo sufrió un pronunciado bajón precipitando la pérdida del campeonato a manos del Flamengo.

### Experiencia por Asia, breve paso por Brasil y vuelta a Sol de América
De esta manera Ortigoza se desliga del Palmeiras y regresa a Paraguay a la espera de ofertas. La misma le llega a finales de enero de 2010 desde Corea del Sur en donde ficha por el Ulsan Hyundai. En el año 2011 es fichado nuevamente por el Cruzeiro de Brasil; equipo con el cual jugó su segunda Copa Libertadores de América y obtiene el título del campeonato estadual de Minas Gerais. En el 2012 volvió a su antiguo club, el Sol de América, luego de recibir varias propuestas de ir a jugar al extranjero. En su regreso a Villa Elisa, Ortigoza cumple el papel de máximo goleador del Torneo Apertura en el cual marcó 13 goles.

### Nueva pasantía en Asia y su Paso a Cerro Porteño
Luego de su vuelta al fútbol paraguayo es vendido al Shandong Luneng. Sin embargo, el 26 de julio de 2013 se confirma que volvería a jugar en el fútbol paraguayo pero esta vez en Cerro Porteño, equipo en donde, pese a jugar pocos minutos, se consagró campeón invicto del Torneo Clausura, logrando marcar 5 goles.
En enero de 2014, Ortigoza ficha para el equipo mexicano del Atlas de Guadalajara. Su estadía en el conjunto azteca sin embargo se limitaría solamente al primer semestre de la temporada, donde disputaría 12 partidos y convertiría en 2 oportunidades.Tras cumplir su contrato en el Atlas vuelve a ser fichado por Cerro Porteño, consiguiendo anotar 11 goles en 25 partidos entre torneo local y Copa Sudamericana.
Al año siguiente se consagraría campeón del Torneo Apertura 2015 siendo uno de los artífices de la estrella número 31 del Ciclón a nivel local y culminando la competición como máximo goleador con 11 tantos, galardón que compartiría con Santiago Salcedo y Fernando Fernández.
Las lesiones impidieron que la continuidad del delantero fuera la deseada para el segundo semestre de la temporada, donde Cerro se conformaría con el vicecampeonato del Torneo Clausura 2015 luego de caer frente a Olimpia en una finalísima disputada en el estadio Defensores del Chaco a fin de dirimir un campeón para el certamen considerando que ambos equipos igualaron con 44 puntos al término de las 22 fechas disputadas. Ortigoza cerraría el año registrando 17 goles en 36 partidos jugados con Cerro, su mejor registro goleador en una temporada desde su vuelta a barrio Obrero. Jugó la Copa Sudamericana 2017 donde fue eliminado en octavos de final por Atlético Junior.

## Selección nacional
Ha sido internacional con la selección de fútbol de Paraguay. Anotó sus primeros dos goles el 17 de noviembre de 2010 en un partido amistoso ante la selección de Hong Kong. Su tercer gol lo convirtió ante la selección de Chile el 15 de febrero de 2012 en un partido amistoso. 
Su última convocatoria con la Albirroja data del 5 de septiembre de 2015 en un partido amistoso enfrentando justamente a Chile en Santiago. Hasta el momento disputó 6 partidos con la selección paraguaya.

### Goles en la Selección
| Resultados | Resultados | Resultados | Resultados | Lugar     | Estadio                   | Fecha                   | Tipo              |  | Gol(es) |  |  |
| ---------- | ---------- | ---------- | ---------- | --------- | ------------------------- | ----------------------- | ----------------- |  | ------- |  |  |
| Paraguay   | 7          | 0          | Hong Kong  | Hong Kong | Estadio de Hong Kong      | 17 de noviembre de 2010 | Amistoso Copa AET |  | 2 goles |  |  |
| Paraguay   | 2          | 0          | Chile      | Luque     | Estadio Feliciano Cáceres | 15 de febrero de 2012   | Amistoso          |  | 1 gol   |  |  |
|            |            |            |            |           |                           |                         |                   |  | 3 goles |  |  |

## Clubes
| Club                      | País          | Año       | Partidos | Goles |
| ------------------------- | ------------- | --------- | -------- | ----- |
| Sol de América            | Paraguay      | 2004-2008 | 84       | 31    |
| Palmeiras                 | Brasil        | 2009      | 32       | 8     |
| Ulsan Hyundai             | Corea del Sur | 2010-2011 | 25       | 18    |
| Cruzeiro                  | Brasil        | 2011      | 24       | 5     |
| Sol de América            | Paraguay      | 2012      | 17       | 13    |
| Shandong Luneng           | China         | 2012      | 10       | 3     |
| Ventforet Kofu            | Japón         | 2013      | 8        | 4     |
| Cerro Porteño             | Paraguay      | 2013      | 19       | 5     |
| Club Atlas de Guadalajara | México        | 2014      | 12       | 2     |
| Cerro Porteño             | Paraguay      | 2014-2017 | 63       | 36    |
| Clube Náutico             | Brasil        | 2018      | 10       | 13    |
| Club Guaraní              | Paraguay      | 2019      | 16       | 6     |
| Cerro Porteño             | Paraguay      | 2020      | 0        | 0     |
| Sol de América            | Paraguay      | 2021      | 0        | 0     |

## Palmarés
| Título                  | Club           | País     | Año  |
| ----------------------- | -------------- | -------- | ---- |
| División Intermedia     | Sol de América | Paraguay | 2006 |
| Campeonato Mineiro      | Cruzeiro       | Brasil   | 2011 |
| Torneo Clausura         | Cerro Porteño  | Paraguay | 2013 |
| Torneo Apertura         | Cerro Porteño  | Paraguay | 2015 |
| Torneo Clausura         | Cerro Porteño  | Paraguay | 2017 |
| Campeonato Pernambucano | Clube Náutico  | Brasil   | 2018 |
| Torneo Apertura         | Cerro Porteño  | Paraguay | 2020 |
| División Intermedia     | Sol de América | Paraguay | 2023 |

## Distinciones individuales
| Título                                  | Club           | Otorgado por | Año  |
| --------------------------------------- | -------------- | ------------ | ---- |
| Goleador del Torneo Apertura (13 goles) | Sol de América | APF          | 2012 |
| Goleador del Torneo Apertura (11 goles) | Cerro Porteño  | APF          | 2015 |

## Estilo de juego
José Ortigoza es un delantero que puede desempeñarse en cualquier sector de la ofensiva, sin embargo su posición natural es la de delantero centro, donde mejor rinde.
Destaca por su técnica, potencia y la capacidad de aguantar la pelota de espaldas al arco rival además de su movilidad para desmarcarse y generar jugadas de mitad de cancha para arriba.